# Ліссетте Антес
Ліссетте Александра Антес Кастільйо (ісп. Lissette Alexandra Antes Castillo; нар. 2 травня 1991, Ла-Лібертад, провінція Санта-Елена) — еквадорська борчиня вільного стилю, чемпіонка та бронзова призерка Панамериканських чемпіонатів, дворазова бронзова призерка Панамериканських ігор, дворазова чемпіонка Південної Америки, чемпіонка та срібна призерка Південноамериканських ігор, чемпіонка та срібна призерка Боліваріанських ігор, учасниця двох Олімпійських ігор.

## Біографія
Боротьбою почала займатися з 2006 року. У 2009—2011 рр.. тричі ставала Панамериканською чемпіонкою серед юніорів.
Виступала за борцівський клуб Манабі Каліфорнія.

## Спортивні результати на міжнародних змаганнях

### Виступи на Олімпіадах
| Змагання                    | Збірна  | Вагова категорія          | Місце |
| --------------------------- | ------- | ------------------------- | ----- |
| Літні Олімпійські ігри 2012 | Еквадор | жіноча боротьба, до 55 кг | 9     |
| Літні Олімпійські ігри 2016 | Еквадор | жіноча боротьба, до 58 кг | 19    |

### Виступи на Чемпіонатах світу
| Змагання                        | Збірна  | Вагова категорія          | Місце |
| ------------------------------- | ------- | ------------------------- | ----- |
| Чемпіонат світу з боротьби 2010 | Еквадор | жіноча боротьба, до 55 кг | 20    |
| Чемпіонат світу з боротьби 2011 | Еквадор | жіноча боротьба, до 55 кг | 11    |
| Чемпіонат світу з боротьби 2014 | Еквадор | жіноча боротьба, до 58 кг | 5     |
| Чемпіонат світу з боротьби 2015 | Еквадор | жіноча боротьба, до 58 кг | 11    |
| Чемпіонат світу з боротьби 2019 | Еквадор | жіноча боротьба, до 57 кг | 12    |

### Виступи на Панамериканських чемпіонатах
| Змагання                                   | Збірна  | Вагова категорія          | Місце  |
| ------------------------------------------ | ------- | ------------------------- | ------ |
| Панамериканський чемпіонат з боротьби 2011 | Еквадор | жіноча боротьба, до 55 кг | 5      |
| Панамериканський чемпіонат з боротьби 2014 | Еквадор | жіноча боротьба, до 58 кг | Золото |
| Панамериканський чемпіонат з боротьби 2015 | Еквадор | жіноча боротьба, до 58 кг | 5      |
| Панамериканський чемпіонат з боротьби 2016 | Еквадор | жіноча боротьба, до 58 кг | Бронза |
| Панамериканський чемпіонат з боротьби 2019 | Еквадор | жіноча боротьба, до 57 кг | Золото |
| Панамериканський чемпіонат з боротьби 2020 | Еквадор | жіноча боротьба, до 57 кг | 4      |

### Виступи на Панамериканських іграх
| Змагання                  | Збірна  | Вагова категорія          | Місце  |
| ------------------------- | ------- | ------------------------- | ------ |
| Панамериканські ігри 2011 | Еквадор | жіноча боротьба, до 55 кг | Бронза |
| Панамериканські ігри 2015 | Еквадор | жіноча боротьба, до 58 кг | Бронза |
| Панамериканські ігри 2019 | Еквадор | жіноча боротьба, до 57 кг | Золото |

### Виступи на Чемпіонатах Південної Америки
| Змагання                                    | Збірна  | Вагова категорія          | Місце  |
| ------------------------------------------- | ------- | ------------------------- | ------ |
| Чемпіонат Південної Америки з боротьби 2009 | Еквадор | жіноча боротьба, до 55 кг | Золото |
| Чемпіонат Південної Америки з боротьби 2011 | Еквадор | жіноча боротьба, до 55 кг | Золото |

### Виступи на Південноамериканських іграх
| Змагання                       | Збірна  | Вагова категорія          | Місце  |
| ------------------------------ | ------- | ------------------------- | ------ |
| Південноамериканські ігри 2010 | Еквадор | жіноча боротьба, до 55 кг | Срібло |
| Південноамериканські ігри 2014 | Еквадор | жіноча боротьба, до 53 кг | Золото |

### Виступи на Боліваріанських іграх
| Змагання                 | Збірна  | Вагова категорія          | Місце  |
| ------------------------ | ------- | ------------------------- | ------ |
| Боліваріанські ігри 2009 | Еквадор | жіноча боротьба, до 55 кг | Срібло |
| Боліваріанські ігри 2013 | Еквадор | жіноча боротьба, до 55 кг | Золото |

### Виступи на інших змаганнях
| Змагання                                                               | Збірна  | Вагова категорія          | Місце  |
| ---------------------------------------------------------------------- | ------- | ------------------------- | ------ |
| Олімпійський кваліфікаційний турнір з боротьби 2012 (Кіссіммі-Орландо) | Еквадор | жіноча боротьба, до 55 кг | Срібло |
| Гран-прі Іспанії з боротьби 2012                                       | Еквадор | жіноча боротьба, до 59 кг | 7      |
| Гран-прі Іспанії з боротьби 2013                                       | Еквадор | жіноча боротьба, до 55 кг | 5      |
| Кубок Гранми з боротьби 2014                                           | Еквадор | жіноча боротьба, до 58 кг | Срібло |
| Кубок Бразилії з боротьби 2014                                         | Еквадор | жіноча боротьба, до 58 кг | Золото |
| Кубок Гранми з боротьби 2015                                           | Еквадор | жіноча боротьба, до 58 кг | Срібло |
| Олімпійський кваліфікаційний турнір з боротьби 2016 (Фріско)           | Еквадор | жіноча боротьба, до 58 кг | Бронза |
| Олімпійський кваліфікаційний турнір з боротьби 2016 (Улан-Батор)       | Еквадор | жіноча боротьба, до 58 кг | Золото |
| Cerro Pelado International 2016                                        | Еквадор | жіноча боротьба, до 58 кг | Срібло |
| Гран-прі Іспанії з боротьби 2016                                       | Еквадор | жіноча боротьба, до 58 кг | 10     |
| Турнір міста Сассарі з боротьби 2019                                   | Еквадор | жіноча боротьба, до 57 кг | Бронза |
| Турнір Яшара Догу 2019                                                 | Еквадор | жіноча боротьба, до 57 кг | 5      |
| Меморіал Маттео Пелліконе 2020                                         | Еквадор | жіноча боротьба, до 57 кг | 11     |
| Олімпійський кваліфікаційний турнір з боротьби 2020 (Оттава)           | Еквадор | жіноча боротьба, до 57 кг | 6      |

### Виступи на змаганнях молодших вікових груп
| Змагання                                                 | Збірна  | Вагова категорія          | Місце  |
| -------------------------------------------------------- | ------- | ------------------------- | ------ |
| Панамериканський чемпіонат з боротьби серед юніорів 2009 | Еквадор | жіноча боротьба, до 55 кг | Золото |
| Панамериканський чемпіонат з боротьби серед юніорів 2010 | Еквадор | жіноча боротьба, до 55 кг | Золото |
| Панамериканський чемпіонат з боротьби серед юніорів 2011 | Еквадор | жіноча боротьба, до 55 кг | Золото |
| Чемпіонат світу з боротьби серед юніорів 2011            | Еквадор | жіноча боротьба, до 55 кг | 5      |